# Вибропогружатель
Вибропогружатель — машина, предназначенная для погружения железобетонных труб, колодцев, свайных элементов в песчаные и глинистые грунты.

## Принцип работы
Принцип действия вибропогружателя основан на эффекте резкого снижения сопротивления погружению свайного элемента при сообщении последнему вибрации. Этот эффект основан на свойстве тиксотропии двухфазных жидкостей.
Вибропогружатель предназначен для погружения в песчаные и глинистые грунты и извлечения из них различных свайных элементов.
Вибропогружатель осуществляет работу в комплексе с виброизолятором и грузоподъёмным механизмом.
В качестве грузоподъёмного механизма может быть использован подъёмный кран, копёр.
Кроме того, вибропогружатель может работать с экскаваторами (с соответствующими техническими параметрами).
Вибропогружатель состоит из вибровозбудителя, электродвигателя или гидромотора и наголовника.
При вращении дисбалансов 4 на их ось крепления действует центробежная сила и вибропогружатель получает вибрирующее движение, которое сообщает свайному элементу 6 через наголовник 5. Дисбалансы приводятся во вращение электродвигателем 3 (или гидромотором) через механическую передачу (или непосредственно от вала мотора). Симметрично расположенные дисбалансы синхронно вращаются в разные стороны для уравновешивания радиальных нагрузок.
При вибропогружении в условиях плотной застройки необходимо осуществлять контроль уровня ускорения колебаний не более 0,15 м/с2 (ВСН 490-87).

## Достоинства
- низкая стоимость погружения свай;
- меньший шум при работе, чем при использовании свайных молотов.

## Недостатки
- невозможность погружения свай в скальные грунты. При невозможности дальнейшего погружения применяют молоты.

## Железнодорожная техника
На железной дороге вибропогружатели представлены самоходной платформой АВФ (Агрегат для Вибропогружения свайных Фундаментов), на которой смонтированы силовая установка, рабочее и погрузочно-зарядное оборудование. Имеются следующие модификации, выпускаемые в различное время разными заводами:
- АВФ-1 (Ржевский машиностроительный завод);
- АВФ-1М и АВФ-1М.2 (Тихорецкий машиностроительный завод имени В. В. Воровского)[4].